# Hang Đầu Gỗ

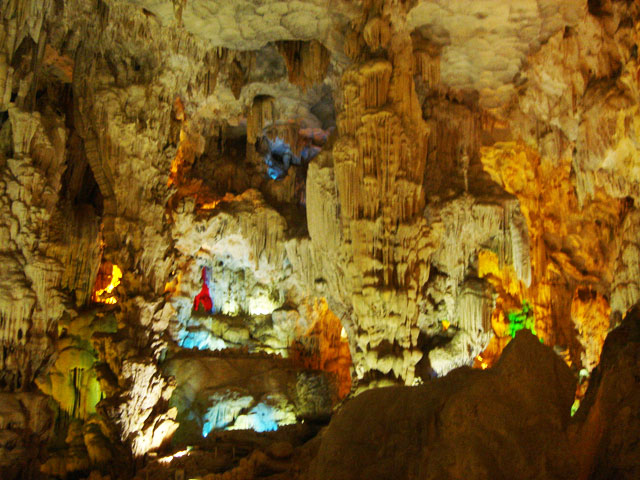
Hang Đầu Gỗ

Hang Đầu Gỗ là hang trên hòn Đầu Gỗ trong vịnh Hạ Long, thành phố Hạ Long tỉnh Quảng Ninh, Việt Nam.
Hang thuộc dạng karst trong khối núi đá vôi. Hang Đầu Gỗ là một trong những hang đẹp nhất Việt Nam, nằm cách Cảng tàu du lịch Bãi Cháy khoảng 6 km.

## Mô tả
Hang Đầu Gỗ rộng khoảng 5000 m2, cửa hang rộng 17 m và cao 12 m. Hang Đầu Gỗ nằm ở độ cao 27m so với mực nước biển, cùng độ tuổi tạo thành với động Thiên Cung - thời Pleistocen muộn cách ngày nay khoảng 2 triệu năm. Hang Đầu Gỗ như tập trung được một quần thể kiến trúc cổ xưa.
Hang Đầu Gỗ toát ra một vẻ đẹp cổ kính, hoang sơ và tĩnh mịch với nhiều cột đá, trụ đá, măng đá nhỏ nhắn, cao vút như muốn vươn tận trời xanh... Hang có hệ động thực vật đa dạng phong phú. Do có cửa hang được mở rộng nên độ ẩm trong lòng hang cao, cộng với sự tác động của ánh sáng mặt trời nên có thể thấy ngay được sự phát triển đa dạng của hệ thực vật, đặc biệt là rêu, cây dương xỉ và cây thân gỗ... Đây là một đặc điểm khác biệt so với nhiều hang động khác trên vịnh Hạ Long. Tự hang này chia thành 3 ngăn. Ngăn thứ nhất, hệ thống nhũ đá có nhiều hình ảnh quen thuộc với cuộc sống: sư tử, trăn, rùa, và thậm chí cả hình ảnh đôi gà chọi... Ngăn thứ hai, bắt đầu bằng một bức tranh hoành tráng - hình ảnh những hòn đảo đá lô nhô trên sóng nước cũng được khắc hoạ rõ nét trên bức tranh này. Ngăn thứ 3, là hình ảnh những cột đá khổng lồ, vừa không thô nhám, cứng nhắc, vừa xinh xắn, mềm mại.

### Bác Hồ đến thăm hang

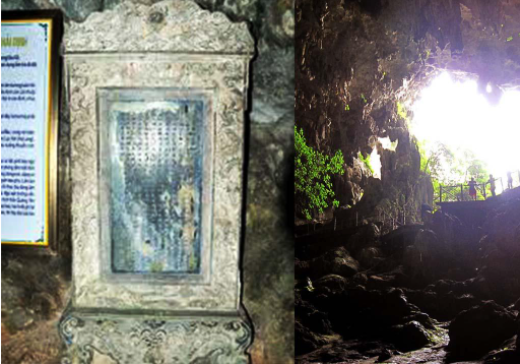
Tấm văn bia của vua Khải Định đặt trong hang Đầu Gỗ